# Gabrovo
Gabrovo er en by i det centrale Bulgarien med et indbyggertal på cirka 51.398 (2024) indbyggere. Byen er hovedstad i Gabrovo-provinsen, og ligger ved bredden af Jantra-floden.